# Azydek miedzi(II)
Azydek miedzi(II) – nieorganiczny związek chemiczny z grupy azydków metali ciężkich, sól azotowodoru i miedzi. Otrzymywany w reakcji soli miedzi(II) z bardziej stabilnymi azydkami (azydek sodu, azydek ołowiu).
Wyjątkowo wrażliwy na tarcie i uderzenia. Prędkość rozchodzenia fali detonacyjnej to 5–5,5 km/s. Jest dobrym inicjującym materiałem wybuchowym: 0,4 mg azydku miedzi może zainicjować wybuch pentrytu, podczas gdy na ten sam efekt należy zużyć 10 mg azydku ołowiu (a więc 25-krotnie więcej).